# Ceftriaxon
A  ceftriaxon (INN: Ceftriaxone) egy harmadik generációs cefalosporin antibiotikum. Széles spektrumú, Gram-pozitív és Gram-negatív baktériumok ellen is hatásos. 
A VIII. Magyar Gyógyszerkönyvben Ceftriaxon-nátrium (Ceftriaxonum natricum)  néven hivatalos.  

A legtöbb esetben a cefotaximmal ekvivalenes biztonsági és hatékonysági szempontból. A Ceftriaxon-nátriumot a Hoffman-La Roche cég a Rocephin néven értékesíti.